# オーランドー・ファイジズ
オーランドー・ファイジズ（Orlando Figes、1959年11月20日 - ）は、イギリスの歴史学者、ロンドン大学バークベック・カレッジ教授。専門は、ロシア史。
ケンブリッジ大学ゴンヴィル・アンド・キーズ・カレッジで歴史学を学び、同大学トリニティ・カレッジで博士号を取得。1987年から1999年まで同大学で講師を務めた後、ロンドン大学バークベック・カレッジの教授に就いた。

## 著書
- Peasant Russia, civil war: the Volga countryside in revolution, 1917-1921, Clarendon Press, 1989.
- A people's tragedy: the Russian Revolution, 1891-1924, Jonathan Cape, 1996.
- Natasha's dance: a cultural history of Russia, Allen Lane, 2002.  
  - 『ナターシャの踊り―ロシア文化史』（上・下）、鳥山祐介・巽由樹子・中野幸男共訳（白水社、2021年）
- The whisperers: private life in Stalin's Russia, Metropolitan Books, 2007.
  - 『囁きと密告―スターリン時代の家族の歴史』（上・下）、染谷徹訳（白水社、2011年）
- Crimea: the last crusade, Allen Lane, 2010.
  - 『クリミア戦争』（上・下）、染谷徹訳（白水社、2015年、新版2023年）
- Just send me word: a true story of love and survival in the Gulag, Metropolitan Books, 2012.
- Revolutionary Russia, 1891–1991, Metropolitan Books, 2014.

### 共著
- Interpreting the Russian Revolution: the language and symbols of 1917, with Boris Kolonitskii, Yale University Press, 1999.